# Liste des municipalités du Puebla

Armoiries de l'État de Puebla

L'État de Puebla est divisé en 217 municipalités. La capitale est Heróica Puebla de Zaragoza.

## Liste des municipalités et des codes INEGI associés
Le code INEGI complet de la municipalité comprend le code de l'État - 21 - suivi du code de la municipalité. Exemple : Puebla = 21114. Chaque municipalité comprend plusieurs localités. Ainsi, pour le chef-lieu de la municipalité de Pueble, la ville de Heróica Puebla de Zaragoza : 211140001.

État du Puebla

Municipalités du Puebla

| Code INEGI | Municipalités                    | Chef-lieu de municipalité        |
| ---------- | -------------------------------- | -------------------------------- |
| 001        | Acajete                          | Acajete                          |
| 002        | Acateno                          | San José Acateno                 |
| 003        | Acatlán de Osorio                | Acatlán de Osorio                |
| 004        | Acatzingo                        | San Juan Acatzingo               |
| 005        | Acteopan                         | Acteopan                         |
| 006        | Ahuacatlán                       | Ahuacatlán                       |
| 007        | Ahuatlán                         | Ahuatlán                         |
| 008        | Ahuazotepec                      | Ahuazotepec                      |
| 009        | Ahuehuetitla                     | Ahuehuetitla                     |
| 010        | Ajalpan                          | Ajalpan                          |
| 011        | Albino Zertuche                  | Acaxtlahuacán de Albino Zertuche |
| 012        | Aljojuca                         | Aljojuca                         |
| 013        | Altepexi                         | Altepexi                         |
| 014        | Amixtlan                         | Amixtlan                         |
| 015        | Amozoc                           | Amozoc de Mota                   |
| 016        | Aquixtla                         | Aquixtla                         |
| 017        | Atempan                          | Atempan                          |
| 018        | Atexcal                          | San Martín Atexcal               |
| 019        | Atlixco                          | Atlixco                          |
| 020        | Atoyatempan                      | Atoyatempan                      |
| 021        | Atzala                           | Atzala                           |
| 022        | Atzitzihuacán                    | Santiago Atzitzihuacán           |
| 023        | Atzitzintla                      | Atzitzintla                      |
| 024        | Axutla                           | Axutla                           |
| 025        | Ayotoxco de Guerrero             | Ayotoxco de Guerrero             |
| 026        | Calpan                           | San Andrés Calpan                |
| 027        | Caltepec                         | Caltepec                         |
| 028        | Camocuautla                      | Camocuautla                      |
| 029        | Caxhuacán                        | Caxhuacán                        |
| 030        | Coatepec                         | Coatepec                         |
| 031        | Coatzingo                        | Coatzingo                        |
| 032        | Cohetzala                        | Santa María Cohetzala            |
| 033        | Cohuecán                         | Cohuecán                         |
| 034        | Coronango                        | Santa María Coronango            |
| 035        | Coxcatlán                        | Coxcatlán                        |
| 036        | Coyomeapan                       | Santa María Coyomeapan           |
| 037        | Coyotepec                        | San Vicente Coyotepec            |
| 038        | Cuapiaxtla de Madero             | Cuapiaxtla de Madero             |
| 039        | Cuautempan                       | San Esteban Cuautempan           |
| 040        | Cuautinchan                      | Cuautinchan                      |
| 041        | Cuautlancingo                    | San Juan Cuautlancingo           |
| 042        | Cuayuca de Andrade               | San Pedro Cuayuca                |
| 043        | Cuetzalán del Progreso           | Cuetzalán                        |
| 044        | Cuyoaco                          | Cuyoaco                          |
| 045        | Chalchicomula de Sesma           | Ciudad Serdán                    |
| 046        | Chapulco                         | Chapulco                         |
| 047        | Chiautla                         | Chiautla de Tapia                |
| 048        | Chiautzingo                      | San Lorenzo Chiautzingo          |
| 049        | Chichiquila                      | Chichiquila                      |
| 050        | Chiconcuautla                    | Chiconcuautla                    |
| 051        | Chietla                          | Chietla                          |
| 052        | Chigmecatitlán                   | Chigmecatitlán                   |
| 053        | Chignahuapan                     | Chignahuapan                     |
| 054        | Chignautla                       | Chignautla                       |
| 055        | Chila                            | Chila                            |
| 056        | Chila de la Sal                  | Chila de la Sal                  |
| 057        | Honey                            | Honey                            |
| 058        | Chilchotla                       | Rafael J. García                 |
| 059        | Chinantla                        | Chinantla                        |
| 060        | Domingo Arenas                   | Domingo Arenas                   |
| 061        | Eloxochitlán                     | Eloxochitlán                     |
| 062        | Epatlán                          | San Juan Epatlán                 |
| 063        | Esperanza                        | Esperanza                        |
| 064        | Francisco Z. Mena                | Metlaltoyuca                     |
| 065        | General Felipe Ángeles           | San Pablo de las Tunas           |
| 066        | Guadalupe                        | Guadalupe                        |
| 067        | Guadalupe Victoria               | Guadalupe Victoria               |
| 068        | Hermenegildo Galeana             | Bienvenido                       |
| 069        | Huaquechula                      | Huaquechula                      |
| 070        | Huatlatlauca                     | Huatlatlauca                     |
| 071        | Huauchinango                     | Huauchinango                     |
| 072        | Huehuetla                        | Huehuetla                        |
| 073        | Huehuetlán El Chico              | Huehuetlán El Chico              |
| 074        | Huejotzingo                      | Huejotzingo                      |
| 075        | Hueyapan                         | Hueyapan                         |
| 076        | Hueytamalco                      | Hueytamalco                      |
| 077        | Hueytlalpan                      | Hueytlalpan                      |
| 078        | Huitzilan de Serdán              | Huitzilan                        |
| 079        | Huitziltepec                     | Santa Clara Huitziltepec         |
| 080        | Atlequizayan                     | Atlequizayan                     |
| 081        | Ixcamilpa                        | Ixcamilpa                        |
| 082        | Ixcaquixtla                      | San Juan Ixcaquixtla             |
| 083        | Ixtacamaxtitlán                  | Ixtacamaxtitlán                  |
| 084        | Ixtepec                          | Ixtepec                          |
| 085        | Izúcar de Matamoros              | Izúcar de Matamoros              |
| 086        | Jalpan                           | Jalpan                           |
| 087        | Jolalpan                         | Jolalpan                         |
| 088        | Jonatla                          | Jonatla                          |
| 089        | Jopala                           | Jopala                           |
| 090        | Juan C. Bonilla                  | Cuanalá                          |
| 091        | Juan Galindo                     | Nuevo Necaxa                     |
| 092        | Juan N. Méndez                   | Atenayuca                        |
| 093        | Lafragua                         | Saltillo                         |
| 094        | Libres                           | San Juan de los Llanos           |
| 095        | La Magdalena Tlatlauquitepec     | La Magdalena Tlatlauquitepec     |
| 096        | Mazapiltepec de Juárez           | Mazapiltepec de Juárez           |
| 097        | Mixtla                           | San Francisco Mixtla             |
| 098        | Molcaxac                         | Molcaxac                         |
| 099        | Cañada Morelos                   | Morelos Cañada                   |
| 100        | Naupan                           | Naupan                           |
| 101        | Nauzontla                        | Nauzontla                        |
| 102        | Nealticán                        | San Buenaventura Nealticán       |
| 103        | Nicolás Bravo                    | Nicolás Bravo                    |
| 104        | Nopalucan                        | Nopalucan de la Granja           |
| 105        | Ocotepec                         | Ocotepec                         |
| 106        | Ocoyucan                         | Santa Clara Ocoyucan             |
| 107        | Olintla                          | Olintla                          |
| 108        | Oriental                         | Oriental                         |
| 109        | Pahuatlán                        | Pahuatlán de Valle               |
| 110        | Palmar de Bravo                  | Palmar de Bravo                  |
| 111        | Pantepec                         | Pantepec                         |
| 112        | Petlalcingo                      | Petlalcingo                      |
| 113        | Piaxtla                          | Piaxtla                          |
| 114        | Puebla                           | Heróica Puebla de Zaragoza       |
| 115        | Quecholac                        | Quecholac                        |
| 116        | Quimixtlán                       | Quimixtlán                       |
| 117        | Rafael Lara Grajales             | Rafael Lara Grajales             |
| 118        | Los Reyes de Juárez              | Los Reyes de Juárez              |
| 119        | San Andrés Cholula               | San Andrés Cholula               |
| 120        | San Antonio Cañada               | San Antonio Cañada               |
| 121        | San Diego La Mesa Tochimiltzingo | Tochimiltzingo                   |
| 122        | San Felipe Teotlalcingo          | San Felipe Teotlalcingo          |
| 123        | San Felipe Tepatlán              | San Felipe Tepatlán              |
| 124        | San Gabriel Chilac               | San Gabriel Chilac               |
| 125        | San Gregorio Atzompa             | San Gregorio Atzompa             |
| 126        | San Jerónimo Tecuanipan          | San Jerónimo Tecuanipan          |
| 127        | San Jerónimo Xayacatlán          | San Jerónimo Xayacatlán          |
| 128        | San José Chiapa                  | San José Chiapa                  |
| 129        | San José Miahuatlán              | San José Miahuatlán              |
| 130        | San Juan Atenco                  | San Juan Atenco                  |
| 131        | San Juan Atzompa                 | San Juan Atzompa                 |
| 132        | San Martín Texmelucan            | San Martín Texmelucan            |
| 133        | San Martín Totoltepec            | San Martín Totoltepec            |
| 134        | San Matías Tlalancaleca          | San Matías Tlalancaleca          |
| 135        | San Miguel Ixitlán               | San Miguel Ixitlán               |
| 136        | San Miguel Xoxtla                | San Miguel Xoxtla                |
| 137        | San Nicolás de Buenos Aires      | San Nicolás de Buenos Aires      |
| 138        | San Nicolás de los Ranchos       | San Nicolás de los Ranchos       |
| 139        | San Pablo Anicano                | San Pablo Anicano                |
| 140        | San Pedro Cholula                | Cholula de Rivadabia             |
| 141        | San Pedro Yeloixtlahuacan        | San Pedro Yeloixtlahuacan        |
| 142        | San Salvador El Seco             | San Salvador El Seco             |
| 143        | San Salvador El Verde            | San Salvador El Verde            |
| 144        | San Salvador Huixcolotla         | San Salvador Huixcolotla         |
| 145        | San Sebastián Tlacotepec         | Tlacotepec de Díaz               |
| 146        | Santa Catarina Tlaltempan        | Santa Catarina Tlaltempan        |
| 147        | Santa Inés Ahuatempan            | Santa Inés Ahuatempan            |
| 148        | Santa Isabel Cholula             | Santa Isabel Cholula             |
| 149        | Santiago Miahuatlán              | Santiago Miahuatlán              |
| 150        | Huehuetlán El Grande             | Santo Domingo Huehuetlán         |
| 151        | Santo Tomás Hueyotlipán          | Santo Tomás Hueyotlipán          |
| 152        | Soltepec                         | Soltepec                         |
| 153        | Tecali                           | Tecali                           |
| 154        | Tecamachalco                     | Tecamachalco                     |
| 155        | Tecomatlán                       | Tecomatlán                       |
| 156        | Tehuacán                         | Tehuacán                         |
| 157        | Tehuitzingo                      | Tehuitzingo                      |
| 158        | Tenampulco                       | Tenampulco                       |
| 159        | Teopantlán                       | Teopantlán                       |
| 160        | Teotlalco                        | Teotlalco                        |
| 161        | Tepanco de López                 | Tepanco de López                 |
| 162        | Tepango de Rodríguez             | Tepango de Rodríguez             |
| 163        | Tepatlaxco de Hidalgo            | Tepatlaxco de Hidalgo            |
| 164        | Tepeaca                          | Tepeaca                          |
| 165        | Tepemaxalco                      | San Felipe Tepemaxalco           |
| 166        | Tepeojuma                        | Tepeojuma                        |
| 167        | Tepetzintla                      | Tepetzintla                      |
| 168        | Tepexco                          | Tepexco                          |
| 169        | Tepexi de Rodríguez              | Tepexi de Rodríguez              |
| 170        | Tepeyahualco                     | Tepeyahualco                     |
| 171        | Tepeyahualco de Cuauhtémoc       | Tepeyahualco de Cuauhtémoc       |
| 172        | Tetela de Ocampo                 | Tetela de Ocampo                 |
| 173        | Teteles de Ávila Castillo        | Teteles de Ávila Castillo        |
| 174        | Tezuitlán                        | Tezuitlán                        |
| 175        | Tianguismanalco                  | Tianguismanalco                  |
| 176        | Tilapa                           | Tilapa                           |
| 177        | Tlacotepec de Benito Juárez      | Tlacotepec de Benito Juárez      |
| 178        | Tlacuilotepec                    | Tlacuilotepec                    |
| 179        | Tlachichuca                      | Tlachichuca                      |
| 180        | Tlahuapan                        | Santa Rita Tlahuapan             |
| 181        | Tlaltenango                      | Tlaltenango                      |
| 182        | Tlanepantla                      | Tlanepantla                      |
| 183        | Tlaola                           | Tlaola                           |
| 184        | Tlapacoya                        | Tlapacoya                        |
| 185        | Tlapanala                        | Tlapanala                        |
| 186        | Tlatlauquitepec                  | Tlatlauquitepec                  |
| 187        | Tlaxco                           | Tlaxco                           |
| 188        | Tochimilco                       | Tochimilco                       |
| 189        | Tochtepec                        | Tochtepec                        |
| 190        | Totoltepec de Guerrero           | Totoltepec de Guerrero           |
| 191        | Tulcingo                         | Tulcingo de Valle                |
| 192        | Tuzamapán de Galeana             | Tuzamapán de Galeana             |
| 193        | Tzicatlacoyan                    | Tzicatlacoyan                    |
| 194        | Venustiano Carranza              | Venustiano Carranza              |
| 195        | Vicente Guerrero                 | Santa María del Monte            |
| 196        | Xayacatlán de Bravo              | Xayacatlán de Bravo              |
| 197        | Xicotepec                        | Xicotepec de Juárez              |
| 198        | Xicotlán                         | Xicotlán                         |
| 199        | Xiutetelco                       | San Juan Xiutetelco              |
| 200        | Xochiapulco                      | Cinco de Mayo                    |
| 201        | Xochiltepec                      | Xochiltepec                      |
| 202        | Xochitlán de Vicente Suárez      | Xochitlán de Romero Rubio        |
| 203        | Xochitlán Todos Santos           | Xochitlán                        |
| 204        | Yaonahuac                        | Yaonahuac                        |
| 205        | Yehualtepec                      | Yehualtepec                      |
| 206        | Zacapala                         | Zacapala                         |
| 207        | Zacapoaxtla                      | Zacapoaxtla                      |
| 208        | Zacatlán                         | Zacatlán                         |
| 209        | Zapotitlán                       | Zapotitlán Salinas               |
| 210        | Zapotitlán de Méndez             | Zapotitlán de Méndez             |
| 211        | Zaragoza                         | Zaragoza                         |
| 212        | Zautla                           | Santiago Zautla                  |
| 213        | Zihuateutla                      | Zihuateutla                      |
| 214        | Zinacatepec                      | San Sebastián Zinacatepec        |
| 215        | Zongozotla                       | Zongozotla                       |
| 216        | Zoquiapan                        | Zoquiapan                        |
| 217        | Zoquitlán                        | Zoquitlán                        |